# Joseph Hubertus Soudant
Joseph Hubertus Soudant SCI (* 30. März 1922 in Heer bei Maastricht; † 29. Dezember 2003) war Bischof von Palembang.

## Leben
Joseph Hubertus Soudant trat der Ordensgemeinschaft der Dehonianer bei und empfing am 11. September 1949 die Priesterweihe.
Johannes XXIII. ernannte ihn am 3. Januar 1961 zum Titularbischof von Tadamata und Koadjutorbischof von Palembang. Der Bischof von Palembang, Henri Martin Mekkelholt SCI, spendete ihm am 29. Juni desselben Jahres die Bischofsweihe; Mitkonsekratoren waren Peter Gratian Grimm OFMCap, Bischof von Tianshui und Apostolischer Administrator von Sibolga, und Nicolas Pierre van der Westen SSCC, Bischof von Pangkal-Pinang.
Er nahm an allen Sitzungsperiode des Zweiten Vatikanischen Konzils teil. Nach dem Rücktritt Henri Martin Mekkelholts SCI folgte er ihm am 5. April 1963 als Bischof von Palembang nach. Am 20. Mai 1997 nahm Papst Johannes Paul II. seinen altersbedingten Rücktritt an.